# Adnan
Adnan —àrab: عدنان, ʿAdnān— és l'ancestre epònim dels «àrabs del nord» segons el sistema genealògic establert el 800. Eren antagònics amb els «àrabs del sud», els descendents de Qahtan.
Seria descendent d'Ismael i del seu fill Nabaiot, i entre els seus descendents hi hauria el profeta Mahoma. El nom apareix a les inscripcions nabatees (com Abd Adnon o com Adnon) i es va estendre cap a l'Aràbia del sud a través de la ruta de l'encens. No està testimoniat a la poesia pre-islàmica i molt poc a la islàmica primitiva.